# Puchar Interkontynentalny w Lekkoatletyce 2018 – bieg na 100 m mężczyzn
Bieg na 100 metrów mężczyzn – jedna z konkurencji biegowych rozgrywana w ramach lekkoatletycznyego pucharu interkontynentalnego na Stadionie miejskim w Ostrawie-Witkowicach.

## Terminarz
Źródło: worldathletics.org.
| Data       | Godzina |
| ---------- | ------- |
| 9 września | 17:39   |

## Rekordy
Tabela prezentuje rekord świata, rekord pucharu interkontynentalnego, rekordy kontynentów oraz najlepszy wynik na listach światowych w sezonie 2018 przed rozpoczęciem mistrzostw.
|                                     | Zawodnik          | Wynik | Miejsce      | Data                  |
| ----------------------------------- | ----------------- | ----- | ------------ | --------------------- |
| Rekord świata                       | Usain Bolt        | 9,58  | Berlin       | 16 sierpnia 2009(dts) |
| Listy światowe                      | Christian Coleman | 9,79  | Bruksela     | 31 sierpnia 2018(dts) |
| Rekord pucharu interkontynentalnego | Obadele Thompson  | 9,87  | Johannesburg | 11 września 1998(dts) |
| Rekord Afryki                       | Olusoji Fasuba    | 9,85  | Doha         | 12 maja 2006(dts)     |
| Rekord Ameryki Południowej          | Robson da Silva   | 10,00 | Meksyk       | 22 lipca 1988(dts)    |
| Rekord Ameryki Północnej            | Usain Bolt        | 9,58  | Berlin       | 16 sierpnia 2009(dts) |
| Rekord Australii i Oceanii          | Patrick Johnson   | 9,93  | Mito         | 5 maja 2003(dts)      |
| Rekord Azji                         | Femi Ogunode      | 9,91  | Wuhan        | 4 czerwca 2015(dts)   |
| Rekord Europy                       | Jimmy Vicaut      | 9,86  | Saint-Denis  | 4 lipca 2015(dts)     |

## Rezultaty
Źródło: worldathletics.org.
| Pozycja | Tor | Zawodnik          | Drużyna        | Czas  | Punkty | Uwagi |
| ------- | --- | ----------------- | -------------- | ----- | ------ | ----- |
| 1.      | 6   | Noah Lyles        | Ameryka        | 10,01 | 8      |       |
| 2.      | 4   | Su Bingtian       | Azja i Oceania | 10,03 | 7      |       |
| 3.      | 3   | Akani Simbine     | Afryka         | 10,11 | 6      |       |
| 4.      | 5   | Jak Ali Harvey    | Europa         | 10,19 | 5      |       |
| 5.      | 7   | Arthur Cissé      | Afryka         | 10,23 | 4      |       |
| 6.      | 8   | Barakat Al-Harthi | Azja i Oceania | 10,29 | 3      |       |
| 7.      | 1   | Churandy Martina  | Europa         | 10,36 | 2      |       |
| 8.      | 2   | Yohan Blake       | Ameryka        | 11,99 | 1      |       |

## Klasyfikacja drużynowa
Źródło:
| Miejsce | Drużyna        | Punkty indywidualne | Punkty drużynowe |
| ------- | -------------- | ------------------- | ---------------- |
| 1.      | Azja i Oceania | 10                  | 7                |
| 1.      | Afryka         | 10                  | 7                |
| 3.      | Ameryka        | 9                   | 4                |
| 4.      | Europa         | 7                   | 2                |